# Lobosa
Lobosa é um clado parafilético de protozoários amebóides do supergrupo Amoebozoa.